# Il leone di Omar
Il leone di Omar è un film muto italiano del 1924 diretto e interpretato da Giuseppe De Liguoro.